# Rafael Infantino
Rafael Infantino (La Vega, República Dominicana, 28 de agosto de 1984) es un ciclista profesional colombiano que compite para el equipo EPM Une-Area Metropolitana.

## Biografía
Hijo de madre dominicana y padre colombiano, a los dos años sus padres se establecieron en Colombia definitivamente y en Medellín Infantino se forjó como ciclista.
En 2004 fue 2.º el la Vuelta a Colombia Sub-23 siendo superado solo por Mauricio Soler. Posteriormente compitió en Italia por el equipo amateur G.S. Podenzano donde logró vencer en etapas en el Giro del Friuli Venezia Giulia y el Giro della Valle d'Aosta.
Dichas actuaciones le valieron un contrato con el equipo Profesional Continental Amica Chips-Knauf en 2009, pero estuvo solo hasta finales de mayo ya que el equipo fue suspendido por la UCI debido a problemas financieros.
En el 2010 regresa a Colombia para competir con el equipo ciclista EPM-UNE y en octubre logró una etapa del Clásico RCN. Luego para el año 2011 ocupó el segundo lugar en el Campeonato de Colombia Contrarreloj.
Para el 2013 corre para el equipo Aguardiente Antioqueño-Lotería de Medellín y gana 3 etapas (3.ª, 8.ª, 14.ª) de la Vuelta a Colombia ocupando el puesto 23 de la clasificación general. En septiembre corre representando a Colombia en los Campeonato Mundiales de Contrarreloj Individual.
El 5 de febrero de 2016 se informó que dio positivo por GHRP-2 y sustancias metabólicas en un control sorpresa realizado fuera de competición.

## Palmarés
2007

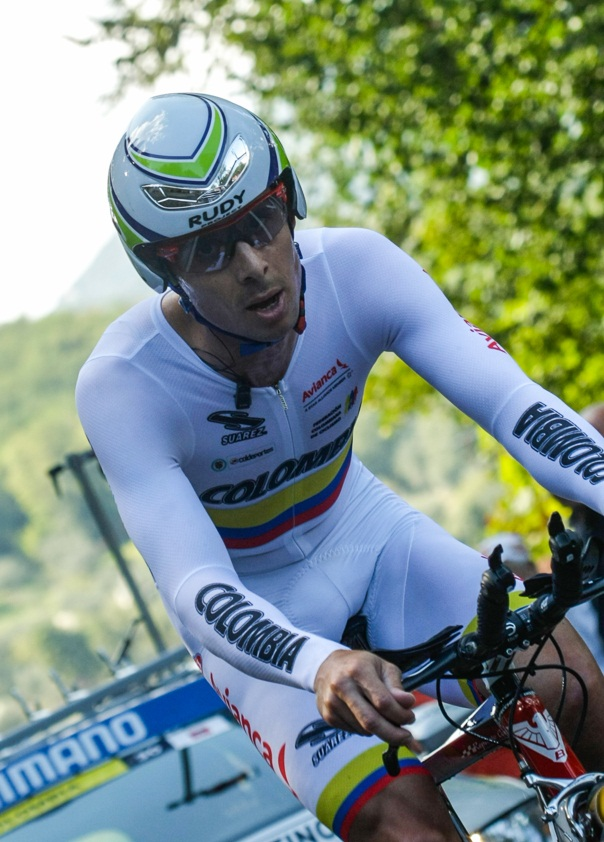
Infantino representando a Colombia en los Campeonato Mundiales de Contrarreloj Individual 2013 en Toscana (Italia).

- 1 etapa del Giro del Friuli Venezia Giulia
- 2 etapas del Giro del Valle de Aosta

2009
- Clásica de Marinilla

2010
- 2.º en el Campeonato de Colombia Contrarreloj

2011
- 1 etapa de la Vuelta Independencia Nacional
- Clásico RCN, más 3 etapas

2012
- Clásica de Fusagasugá

2013
- 3 etapas de la Vuelta a Colombia

2014
- Clásica de El Carmen de Viboral
- 1 etapa de la Vuelta a Antioquia

2015
- 2.º en el Campeonato de Colombia Contrarreloj
- 1 etapa de la Vuelta a Colombia